# 伊山镇
伊山镇，是中华人民共和国江苏省连云港市灌云县下辖的一个乡镇级行政单位。

## 行政区划
伊山镇下辖以下地区：
新村社区、镇西社区、西门社区、建设社区、曙光社区、繁荣社区、朝阳社区、青龙社区、城南社区、胜利社区、东门社区、城北社区、河东村、小园村、方徐村、郑庄村、王圩村、山西村、山前村、任庄村、披甲墩村、刘庄村、张湾村、官路村、任三庄村、新华村、桃垛村、向阳村、彭洼村、朱韩村、港西村、七里松村、川星村和水上管理区社区。